# Элсуэрт (округ)
Э́лсуэрт (англ. Ellsworth County; стандартное обозначение EW) — округ в штате Канзас, США. Официально образован 26 февраля 1867 года. По состоянию на 2010 год, численность населения составляла 6 497 человек.

## География
По данным Бюро переписи США, общая площадь округа равняется 1 872,572 км2, из которых 1 854,442 км2 суша и 19,166 км2 или 1,000 % это водоёмы.

## Население
По данным переписи населения 2000 года в округе проживает 6 525 жителей в составе 2 481 домашних хозяйств и 1 639 семей. Плотность населения составляет 4,00 человека на км2. На территории округа насчитывается 3 228 жилых строений, при плотности застройки около 2,00-ти строений на км2. Расовый состав населения: белые — 93,67 %, афроамериканцы — 3,56 %, коренные американцы (индейцы) — 0,48 %, азиаты — 0,25 %, гавайцы — 0,02 %, представители других рас — 0,86 %, представители двух или более рас — 1,18 %. Испаноязычные составляли 3,59 % населения независимо от расы.
В составе 27,90 % из общего числа домашних хозяйств проживают дети в возрасте до 18 лет, 57,20 % домашних хозяйств представляют собой супружеские пары проживающие вместе, 6,20 % домашних хозяйств представляют собой одиноких женщин без супруга, 33,90 % домашних хозяйств не имеют отношения к семьям, 31,40 % домашних хозяйств состоят из одного человека, 17,30 % домашних хозяйств состоят из престарелых (65 лет и старше), проживающих в одиночестве. Средний размер домашнего хозяйства составляет 2,30 человека, и средний размер семьи 2,88 человека.
Возрастной состав округа: 21,40 % моложе 18 лет, 7,30 % от 18 до 24, 27,10 % от 25 до 44, 23,80 % от 45 до 64 и 23,80 % от 65 и старше. Средний возраст жителя округа 42 лет. На каждые 100 женщин приходится 111,90 мужчин. На каждые 100 женщин старше 18 лет приходится 114,10 мужчин.
Средний доход на домохозяйство в округе составлял 35 772 USD, на семью — 44 360 USD. Среднестатистический заработок мужчины был 30 110 USD против 20 486 USD для женщины. Доход на душу населения составлял 16 569 USD. Около 4,00 % семей и 7,20 % общего населения находились ниже черты бедности, в том числе — 7,50 % молодежи (тех, кому ещё не исполнилось 18 лет) и 11,10 % тех, кому было уже больше 65 лет.